# Heizkraftwerk West (Frankfurt am Main)
Das Heizkraftwerk West ist ein mit Steinkohle und Erdgas betriebenes Heizkraftwerk von Mainova. Es befindet sich im Stadtteil Gutleutviertel von Frankfurt am Main. Neben Elektrizität produziert es in Kraft-Wärme-Kopplung Fernwärme, darunter Heizdampf mit einem Druck von 18 bar sowie Heizwasser, die in das innerstädtische Fernwärmenetz eingeleitet werden. Insgesamt verfügt es über eine elektrische Leistung von 273 Megawatt und eine thermische Leistung von 680 Megawatt. Das erste Heizkraftwerk West wurde 1894 als Städtische Elektrizitätszentrale errichtet. Das Kraftwerk besteht heute aus den 1989 errichteten baugleichen Blöcken 2 und 3 für Steinkohle- sowie dem 1994 erbauten Block 4 für Erdgas-Feuerung. Im Jahr 2017 wurde das Kraftwerk um mehrere Anlagen erweitert, darunter zwei zusätzliche Dampferzeuger mit 70 MW thermischer Leistung, eine Dampfturbine mit 39 MW elektrischer Leistung und zwei Heizwasserkondensatoren mit zusammen 250 MW. 
Im Jahr 2012 geriet das Kraftwerk in die Kritik, da es ungewöhnlich hohe Mengen Quecksilber ausstieß. Die Angaben für das Jahr liegen bei 28,2 kg. Im Vorjahr gab die Europäische Umweltagentur eine Menge von 23,3 kg an.

## Geschichte
1891 hatte die Drehstromübertragung Lauffen–Frankfurt im Rahmen der Internationalen Elektrotechnischen Ausstellung die Überlegenheit des Wechselstroms gegenüber dem konkurrierenden Gleichstrom für den Aufbau einer öffentlichen Stromversorgung gezeigt. 1893 beauftragte die Stadt Frankfurt deshalb das Unternehmen Brown, Boveri & Cie. (BBC) mit dem Bau eines städtischen Elektrizitätswerkes, allerdings nicht für Drehstrom, sondern für Einphasen-Wechselstrom. Das dafür vorgesehene Grundstück lag zwischen Speicherstraße und Böttgerstraße in der Nähe des Frankfurter Westhafens und besaß einen Bahnanschluss über die Städtische Verbindungsbahn. Mit 14.400 Quadratmetern war es zudem groß genug für künftige Erweiterungen.
Im März 1894 begann der Bau der Elektricitätscentrale; bereits am 12. Oktober 1894 war die Installation der Maschinen abgeschlossen. Verantwortlicher Architekt war Hermann Ritter, Direktor der Hochbauabteilung von Philipp Holzmann. Der Komplex mit einer überbauten Grundfläche von 3080 Quadratmetern bestand aus mehreren Baukörpern: Entlang der Speicherstraße zwei parallele, jeweils 65,78 Meter lange Gebäude, von denen das nördliche als Kohlelager, das südliche als Kesselhaus diente. Südlich davon schloss sich das 38,28 Meter hohe Maschinenhaus mit symmetrischer Fassade an, dem ein zweigeschossiger Portalbau vorgelagert war. Vom Portal erstreckte sich quer durch die ganze Anlage ein breiter Erschließungsweg, der die Betriebsgebäude in jeweils zwei gleich große, symmetrische Abschnitte teilte. Die Betriebsgebäude waren so angelegt, dass sie mit zunehmendem Bedarf nach beiden Seiten verlängert werden konnten. Vom Portal aus betrat man zunächst das große, zweigeschossige Vestibül.
Im Maschinensaal waren zu beiden Seiten des Mittelgangs je zwei Tandem-Verbunddampfmaschinen mit einer Leistung von je 500 Kilowatt bei 85 Umdrehungen pro Minute installiert. Ihre Schwungräder dienten zugleich als 64-polige Einphasengeneratoren. Aufgrund des direkten Antriebs der Schwungräder ergab sich die ungewöhnliche Netzfrequenz von 43,5 Hertz.
Vom Elektrizitätswerk aus wurde der auf 2850 Volt hochgespannte Strom zu den Hauptknotenpunkten des Netzes geleitet, unter anderem am Roßmarkt, am Bahnhofsvorplatz sowie an der Galluswarte. Von den Hauptknotenpunkten führte ein Primär-Verteilungsnetz zu den Transformatoren. Sie spannten den Strom auf etwa 123 Volt herunter und führten ihn über das Sekundär-Verteilnetz den Verbrauchern zu. 
Am 16. Oktober 1894 erhielt das Ladengeschäft von J. A. Carl am Alten Markt 21 als erstes elektrischen Strom aus der Frankfurter Elektrizitätszentrale geliefert. Der Strompreis betrug zunächst 80 Pfennig pro Kilowattstunde. Im Geschäftsjahr 1895/96 lieferte die Gesellschaft 1.430.180 Kilowattstunden und erzielte dabei einen Gewinn von 37 Pfennig pro Kilowattstunde. Deshalb wurde der Preis ab 1. November 1896 auf 70 Pfennig je Kilowattstunde gesenkt. 
1897 wurde die Anlage um vier Fensterachsen nach Osten verlängert und zwei neue Dampfmaschinen von je 1500 PS installiert. Eine weitere Kapazitätserhöhung wurde 1898 notwendig, nachdem die Stadt die schrittweise Umstellung der Frankfurter Trambahn auf elektrischen Betrieb beschlossen hatte. am 1. April 1899 übernahmen die Stadtwerke Frankfurt den Betrieb des Elektrizitätswerks von BBC. 1901 wurde die Kesselanlage erneuert und erweitert und das Maschinenhaus um eine weitere Achse nach Osten vergrößert. Hier wurde 1902 der damals leistungsfähigste Turbodynamo der Welt mit einer Leistung von 2.200 Kilowatt installiert. Ihm folgten 1908 vier weitere mit je 3.500 Kilowatt sowie 1912 zwei Turbinensätze von je 8.000 Kilowatt. 1913 erreichte der Stromverbrauch 50 Millionen Kilowattstunden. Erst 1924, nach dem Ersten Weltkrieg und der dadurch ausgelösten Deutschen Inflation von 1914 bis 1923, stellte die Stadt ihr bisheriges Einphasen-Inselnetz auf ein Drehstromnetz mit 50 Hertz um und schloss sich dem Verbundnetz der Preussische Kraftwerk Oberweser AG an.
In den Jahren 1926 bis 1930 erweiterten die Stadtwerke das Kraftwerk erneut. 1928 erhielt es neue Kessel, die erstmals mit Staubabscheidern ausgerüstet waren. Nun lieferte es auch Fernwärme zur Wärmeversorgung des Universitätsklinikums und des Messegeländes.

## Block 1
Block 1 mit einer Leistung von 68 Megawatt wurde 1954 in Betrieb genommen. Inzwischen ist er nicht mehr in Betrieb.

## Blöcke 2 und 3

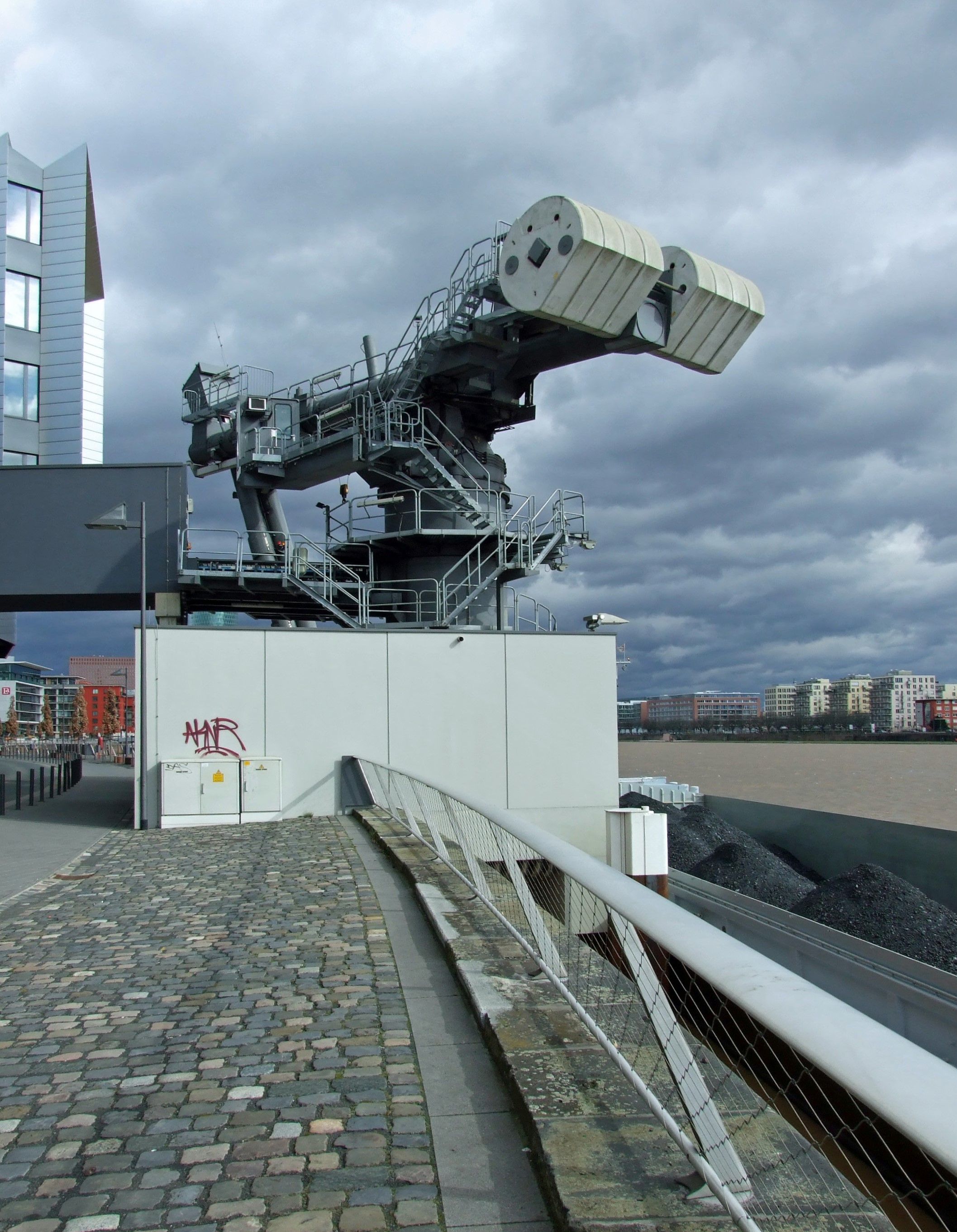
Kohlebrücke am Westhafen-Pier

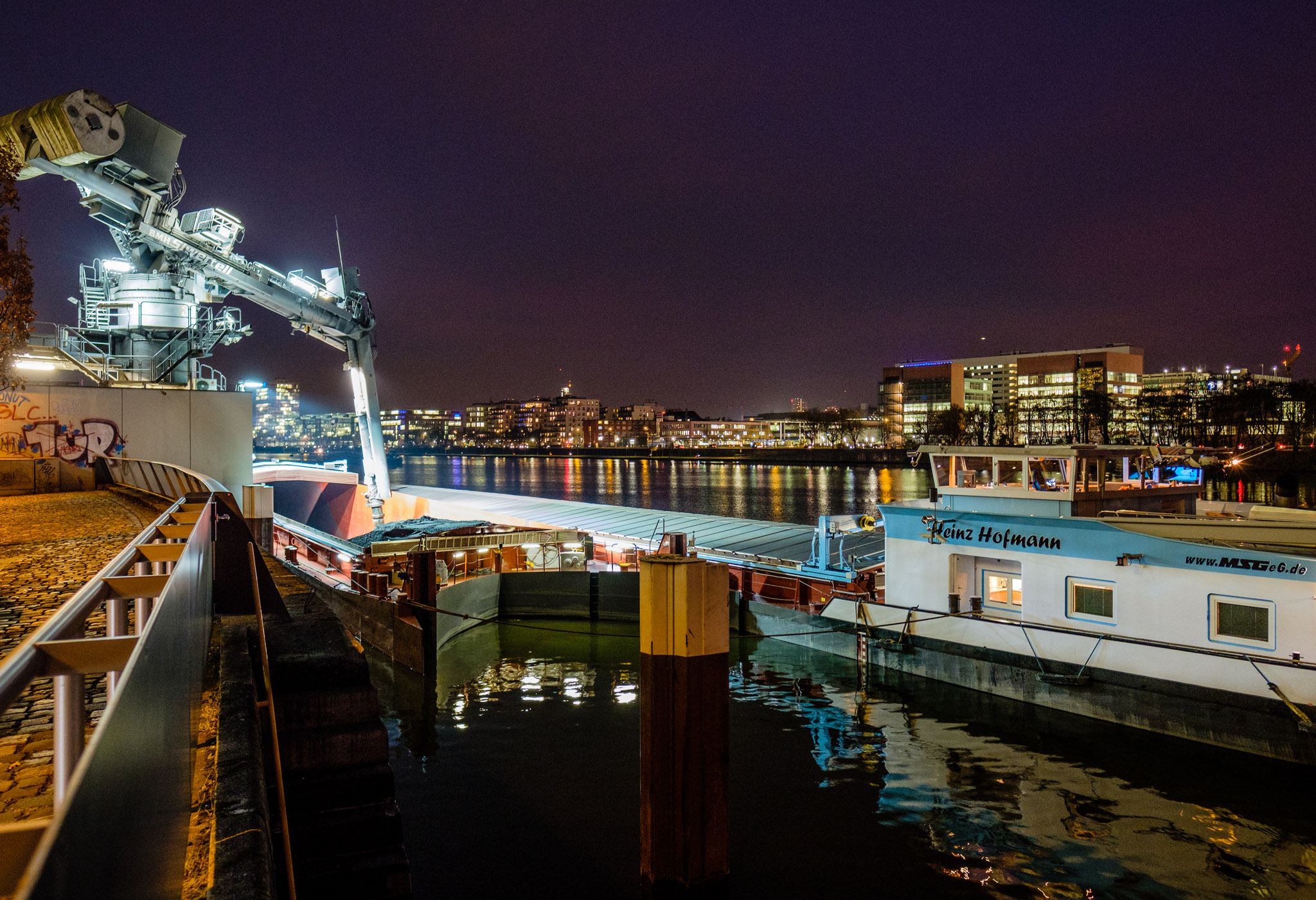
Die Kohlebrücke in Betrieb

Die beiden Blöcke wurden 1990 in Betrieb genommen. Sie liefern jeweils 69 MW elektrische und 105 MW thermische Leistung. Die Blöcke wurden ursprünglich für deutsche Steinkohle konzipiert. Mainova nennt für 2011 Kolumbien und Deutschland als Herkunft der Steinkohle. 2017 stammt sie den Angaben zufolge aus den USA oder aus Russland. Über den Hafen Amsterdam wird sie zu zwei Dritteln per Schiff und einem Drittel per Eisenbahn angeliefert. Der moderne Westhafen-Pier ist die einzige noch in Betrieb befindliche Ladeeinrichtung des ehemaligen Westhafens. Die kraftwerkseigenen Vorräte reichen für einen Betrieb von einer Woche. Durchschnittlich 1000 Tonnen Kohle werden täglich verbraucht; jährlich sind dies etwa 344.000 Tonnen.
Alle zwei Jahre werden Revisionsarbeiten für Reinigungen und Überprüfungen durchgeführt, welche fünf Wochen dauern. Die Kosten dafür werden mit 1,3 Mio. Euro angegeben.
Block 2 liefert 20 % des Stromes von Mainova und 22 % der Fernwärme. Durch die kombinierte Strom- und Wärmeversorgung liegt die Effizienz bei 80 bis 85 %.
Für Block 2 wurden 2014 Modernisierungspläne bekannt gegeben. Die Investitionskosten werden mit 92 Mio. Euro beziffert. Mainova baut den Standort als Knotenpunkt für die Fernwärmeversorgung aus und schließt alle Heizwerke Frankfurts zu einem Netz zusammen, um die Versorgungssituation zu verbessern. Des Weiteren wurden zwei Turbinen aus den 1950er-Jahren ersetzt.
Die Kohleblöcke sollen bis 2026 durch zwei Gasturbinen in Kraft-Wärme-Kopplung ersetzt werden. Das geplante Investitionsvolumen liegt bei 300 Millionen Euro. Umweltschützer kritisieren den geplanten Umstieg von Kohle auf Erdgas.

## Block 4
Der Block 4 wurde 1994 erbaut und nutzt Erdgas als Brennstoff. Er verfügt über eine Nettoleistung von 99 MW und ist für die Strom-Spitzenlasten konzipiert. Die Bundesnetzagentur stufte ihn 2013 für 24 Monate als systemrelevant ein.
2017 erweiterte Mainova das Kraftwerk um eine Dampfturbine (M5) und zwei Hilfsdampferzeuger sowie zwei Heizkondensatoren. Diese dienen vor allem zur Abdeckung der Spitzenlast.  Außerdem wurde die KWK-Stromproduktion durch neue Entnahme-Kondensationsturbinen erhöht. Durch die Maßnahmen kann nun neben Dampf auch Heizwasser in das Fernwärmenetz Frankfurts eingespeist werden. 

## Blockübersicht
| Block               | El. Leistung in MW | Th. Leistung in MW | Inbetriebn. | Brennstoff                 | Status                        |
| ------------------- | ------------------ | ------------------ | ----------- | -------------------------- | ----------------------------- |
| 1                   | ?                  | ?                  | 1954        | unbekannt                  | stillgelegt                   |
| 2                   | 62                 | 105                | 1990        | Steinkohle                 |                               |
| 3                   | 62                 | 105                | 1990        | Steinkohle                 |                               |
| 4                   | 110,8              | 150                | 1994        | Erdgas                     | Einstufung als systemrelevant |
| Dampfturbine M5     | 39                 | 0                  | 2017        |                            |                               |
| Dampferzeuger       | 0                  | 70                 | 2017        |                            |                               |
| 2 Heizkondensatoren | 0                  | 250                | 2017        | Ausspeisung von Heizwasser |                               |
| Summe               | 272                | 680                |             |                            |                               |